# Ідентичність віртуальна
Ідентичність віртуальна - це фрагментований соціокультурний феномен, в якому сформовані лише окремі риси віртуальної ідентичності, які концентруються довкола таких маркерів/ідентитетів, як ім`я, аватар, уподобані сторінки та ін. Віртуальна ідентичність не носить цілісний характер, а є певним клаптиковим та дрейфуючим утворенням (shifting identity), що постійно змінюється. Її структура є неповною, а функції не завжди можна чітко визначити. Новостворений феномен віртуальної ідентичності посилює функцію третинної соціалізації у віртуальному просторі.

## Структура віртуальної ідентичності
Для того, аби окреслити віртуальну ідентичність, здебільшого використовується персональна сторінка індивіда, яка репрезентує віртуальне життя індивіда, і, у якій відображена структура віртуальної ідентичності через виділення її маркерів або ідентитетів:
- ім’я (нікнейм) або ж ім’я користувача;
- фотографія (аватар та фонове зображення);
- інформація про користувача (вік, дата народження, місце праці, місце навчання та ін.);
- список друзів та фоловерів;
- стрічка дописів користувача;
- список уподобаних сторінок;
- уподобання в музиці та кіно.

Ім’я користувача (або ж назва акаунту) є досить важливим елементом віртуальної ідентифікації, без якого сама ідентичність не є цілісною. В самих соціальних мережах здебільшого ми маємо справу з реальним ім’ям та прізвищем індивіда, але у різноманітних чатах/форумах/іграх використовуються так звані нікнейми, які теж є елементами віртуальної ідентичності. Ми, власне, будемо мати справу з соціальною мережею, тому нас цікавитиме ім’я користувача, яке є одним з найважливіших елементів віртуальної ідентичності, бо саме воно відрізнятиме нас від інших, дозволяє нас ідентифікувати. Використання реального імені та прізвища значно полегшує як процес ідентифікації індивіда, так і процес комунікації, оскільки саме за допомогою імені ми можемо знайти бажаного партнера для спілкування.
Іншим ключовим маркером сторінки є фотографія/аватар/юзерпік, яка зазвичай відображає реальне обличчя користувача, але може бути замінена будь-якою іншою фотографією. Аватар – це картинка або ж зображення, яке репрезентує людину у віртуальному середовищі, при цьому ретранслюючи зовнішність та певною мірою характер користувача. Користувач може зобразити себе справжнього, або ж прикрасити, або ж взагалі вигадати. Все залежить від самих соціальних мереж та політики їх використання: є соціальні мережі, які вимагають обов’язково власне авторське зображення; є такі, які не акцентують на цьому увагу, і користувач ставить на аватар яке завгодно зображення, чи то тваринку, чи зірку, чи пейзаж. Роль аватару також є досить вагомою, оскільки саме за допомогою головного фото сторінки відбувається ідентифікація як нас самих, так і інших користувачів віртуального простору.
Окрім аватару, аналізу підлягає фонове зображення, яке теж репрезентує віртуальну ідентичність, оскільки зазвичай на тло сторінки користувач ставить таке фото, яке відображає саме його ідентичність: це може бути якась річ або ж якесь місце, де б він хотів побувати, сімейне фото чи якась улюблена квітка, природа або ж тваринки, загалом будь-що. Якщо аватар відображає самого користувача, то фонове зображення репрезентує те, що користувач хоче донести або ж показати відвідувачам своєї сторінки. Отже, якщо в реальній комунікації нас ідентифікують за допомогою обличчя та нашої мови чи голосу, так само і в віртуальному просторі при комунікації та ідентифікації саме ім’я користувача та його аватар відіграють найвагомішу роль, оскільки саме вони дозволяють здійснити процес ідентифікації користувача.
Наступна група маркерів чи ідентитетів, яку ми бачимо після імені та зображення, це основна інформація про користувача: дата народження, вік, освіта (як середня, так і вища), працевлаштування (всі місця праці та професії) та інші дані, які користувач про себе вказує. Саме ці всі елементи також є складовими віртуальної ідентичності, оскільки найбільш детально відображають досить важливу інформацію про користувача – це так зване «резюме» особистості.
До маркерів або ідентитетів віртуальної ідентичності можемо віднести також список друзів та фоловерів користувача, що ретранслює зв’язок з іншими. Можна припустити, що кількість друзів свідчить про певну популярність користувача у соціальній мережі. Водночас можна говорити про певну обмеженість, оскільки соціальні мережі дозволяють приховати свій взаємозв’язок з іншими або зовсім закрити свій список друзів від інших користувачів. Стрічка дописів користувача заслуговує не меншої уваги, оскільки можна побачити, які саме пости публікує користувач, які фото він викладає, як він це оформлює, чи наявні певні текстові повідомлення. Це так звана лінія життя індивіда, де в ідеалі можна простежити життя користувача та всі його дописи від моменту реєстрації і по сьогоднішній день, якщо індивід є активним користувачем соціальних мереж.
Наступним елементом є список уподобаних сторінок та приналежність до певних спільнот, що свідчить про сферу зацікавлень користувача, його діяльність та активність, наприклад, творчі люди підписуються на певні креативні сторінки, для почерпання натхнення, або ж кулінарні сторінки, для поповнення своєї рецептної книжки; сторінки краси чи фітнесу/спорту та інші.
Також структурним елементом є уподобання в музиці та кінематографі, які зрідка вказуються на сторінці у соціальній мережі.
Очевидно, що всі вище перераховані маркери становлять певний стрижень користувача, його віртуальний образ, а зрештою й віртуальну ідентичність. Явною перевагою слугує те, що всі ці елементи стають публічними, і будь-хто може про нас дізнатись багато інформації та ідентифікувати нас із кимось. Якщо в житті перше враження складається із зовнішнього вигляду (обличчя, одяг) та мовного стилю (голос, манера мовлення), то віртуальний образ є більш детальним, оскільки ми можемо подивитись і на фото користувача, і на його «резюме», і на друзів, і на сферу зацікавлень, і на власні публікації.

## Функції віртуальної ідентичності
Окрім структури віртуальної ідентичності, репрезентованої певними маркерами, варто говорити і про функції цього феномену. О. Солдатова зазначила, що віртуальна ідентичність виконує низку таких основних функцій:
- управління – раціональна вибудова свого образу для інших користувачів;
- самопізнання – розширення уявлень про власну ідентичність шляхом інтеграції її аспектів;
- міфотворення – створення міфів про власну ж ідентичність;
- «екзистенціальне лицедійство» - бажання бути кимось, хто відрізняється від реальної ідентичності;
- соціальна інженерія – віртуальна ідентичність як інструмент впливу на свідомість та діяльність інших користувачів.[5]

Серед усіх више виокремлених функцій не було згадано про функцію третинної соціалізації, яка починає відігравати дедалі більшу роль у нашому житті.

## Девіантні моменти віртуальної ідентичності
Досить важливим явищем є девіантна поведінка, пов’язана з віртуальною ідентичністю та діяльності її власника у віртуальному комунікативному просторі. Це можна пов’язати із тим, що індивід має бажання протиставити себе певній спільноті, водночас будучи її учасником. Серед основних девіантних моментів віртуальної ідентичності варто виокремити такі:
- троллінг;[7]
- віртуальна зміна статі;
- довіра до ідентичності.

## Шляхи побудови віртуальної ідентичності
У віртуальному середовищі вирішення питання самовизначення, пошуку ідентичності, на думку А. Жичкіної та О. Белінської, можливе двома шляхами:
- традиційним, уже перевіреним в реальному світі, де Інтернет, завдяки існуванню в ньому безлічі різних співтовариств, а також завдяки тому, що він сам по собі є соціальною реальністю, надає нові в порівнянні з реальним життям можливості приналежності до певних соціальних категорій;
- якісно новим – такі особливості Інтернет-комунікації, як анонімність і обмежений сенсорний досвід, породжують унікальну можливість експериментування із власною ідентичністю.[8]

Узагальнення досліджень особистісної ідентичності та віртуальної самопрезентації у віртуальному середовищі дозволило Х. Турецькій виділити два підходи:
– підхід, який можна означити як «дефіцитарний» – тобто, віртуальна ідентичність створюється через незадоволеність реальною ідентичністю, з метою реалізації потреб та вираження тих сторін свого «Я», які не можуть бути реалізовані в реальному житті (його дотримуються більшість зарубіжних дослідників: Дж. Донат, Дж. Сулер, Ш. Туркл);
– підхід з точки зору розширення можливостей – «креативний» – основною причиною створення користувачами віртуальної ідентичності є отримання нового досвіду як самоцінне прагнення, як власне «пошук» (найбільш розвинений в дослідженнях російських авторів О. Белінської, А. Жичкіної, Н. Чеботарьової).